# SAC-B
El SAC-B (Satélite de Aplicaciones Científicas - B), originalmente llamado SAC-I, fue un satélite argentino desarrollado junto a la NASA para observar fulguraciones solares, rayos X, rayos gamma y átomos neutros de alta energía. Fue construido por INVAP, y lanzado por un cohete Pegasus, el cual sufrió una falla y no logró liberar el satélite. A pesar de esto, todos los sistemas funcionaron correctamente.
A pesar del fracaso en el lanzamiento, el SAC-B significó un importante avance tecnológico para el programa espacial argentino, ya que permitió demostrar la construcción y operación de una plataforma satelital argentina libre de errores.

## Historia

### Desarrollo
Desde mediados de la década de 1970 la Argentina venía desarrollando su propia lanzadera espacial denominada Cóndor II. Originalmente un desarrollo con uso científico, lentamente fue convertido en un misil militar. Sin embargo el proyecto no tuvo un camino fácil: la complejidad del proyecto, la falta de presupuesto y embargos que sufría el país tras el fin de la Guerra de Malvinas atrasaron incontables veces el proyecto. La Fuerza Aérea Argentina, desesperada por terminar el proyecto, realizó alianzas con Alemania, Egipto e Irak para completarlo.
Gracias a la experiencia adquirida por la CNIE en las décadas del 60 y del 70, la agencia invitó a la comunidad científica del país a participar del estudio y desarrollo de un pequeño satélite. Con el regreso de la democracia a la Argentina, y la llegada de Manuel Sadosky a la Secretaría de Ciencia y Técnica, se había planteado la idea en el Instituto de Astronomía y Física del Espacio de diseñar un satélite de investigación cosmológica. En 1984, la CNIE presentó ante la comunidad internacional el proyecto Satélite Argentino Científico-1 durante la reunión anual de la Federación Internacional de Astronáutica en Lausana, Suiza. Raúl Alfonsín apoyaba ambos proyectos, con la idea de que el satélite sea lanzado mediante un Cóndor II. Sin embargo, las malas relaciones entre la comunidad científica y los militares, sumada a la falta de presupuesto, terminaron truncando el proyecto. Finalmente, el Cóndor II sería cancelado durante la presidencia de Carlos Menem, y la CNIE se convertiría en la CONAE.
Entre el 30 de junio y el 3 de julio de 1987, una delegación de la NASA liderada por Mario Acuña visitó Argentina, con el objetivo de iniciar un proyecto de colaboración con la CNIE. En dicha reunión se llegó a un acuerdo, en el cual la CNIE brindaría la plataforma del satélite SAC-1 (Satélites de Aplicaciones Científicas-1) y parte de los instrumentos, mientras que la NASA se encargaría del lanzador (originalmente se tenía planeado utilizar un lanzador Scout) y el resto de los instrumentos. Se trataría de un satélite de bajo peso (150 kilogramos) con el propósito de estudiar y observar las emisiones de radiación; electromagnética y partículas de alta energía de las fulguraciones solares.
La primera propuesta del satélite consistía un espectrómetro  gamma de resolución espectral intermedia construido con centelladores de NaI, un detector de neutrones rápidos, y radiación gamma de espectro continuo, y un detector de rayos X duros, con una resolución temporal de unos 100 ms. El satélite estaría estabilizado por rotación (15 rpm) y controlado por bobinas magnéticas. Por su parte, los estadounidenses planteaban un desarrollo más ambicioso: detectores de germanio (Ge) enfriados a 90 K con el objetivo de conseguir una resolución espectral muy alta (entre 0,5 y 5 keV) y una banda que abarca desde pocos keV hasta 20 MeV.
Sin embargo, ni la CNIE ni el IAFE poseían los recursos materiales, monetarios y humanos para poder llevar adelante el proyecto. Debido a esto, Mario Gulich, uno de los líderes del proyecto SAC-B, se dirigió a la sede de INVAP en Bariloche para explorar la posibilidad de que la empresa se encargue del diseño y la construcción del satélite. El entonces director de la empresa, Conrado Varotto, no solo aceptó estar a cargo de la construcción y el diseño, sino que al tener en cuenta la situación económica de la agencia, ofreció que INVAP "lo hiciera a su cuenta y riesgo", y que pagarían "cuando los fondos aparezcan". Finalmente, en 1991, con la CNIE ya convertida en la CONAE, el presidente de esta, Jorge Sahade, firmó el contrato entre la agencia, NASA e INVAP por el satélite SAC-B y su instrumento HXRS.
Si bien INVAP demostró interés en la industria aeroespacial desde mediados de los años 80, sus únicos trabajos hasta el momento de la firma del contrato eran del sector nuclear. La empresa no poseía suficiente infraestructura para llevar a cabo la construcción del satélite, más notablemente, la ausencia de una sala blanca. Esto generó dudas en la delegación de NASA. Cuando Conrado Varotto fue cuestionado por un miembro de la delegación estadounidense debido a la ausencia de la sala blanca, este respondió: 

Dígame, ¿cuál es el problema? ¿Ustedes quieren un cuarto limpio? Venga dentro de un mes y lo va a tener.

Si bien Varotto cumplió su promesa respecto al cuarto limpio, INVAP no poseía instalaciones para poder hacer ensayos ambientales al satélite previo al lanzamiento. Esto llevó a la firma de un acuerdo entre la CONAE y el Instituto Nacional de Investigación Espacial del Brasil, en el cual la CONAE utilizaría las instalaciones del INPE para certificar la validez de vuelo del satélite. Esta primera relación entre los programas espaciales de Argentina y Brasil llevaría a la creación del proyecto SABIA-Mar.
El satélite también marcaría el principio de la relación entre la CONAE y la Agencia Espacial Italiana (ASI), gracias a un convenio entre las agencias, la ASI proveyó los paneles solares de arseniuro de galio y el instrumento Imaging Particle Spectrometer for Energetic Neutral Atoms (ISENA).

### Lanzamiento y fin de la misión
Finalmente, el SAC-B fue lanzado junto al satélite estadounidense HETE desde la base de la NASA en Wallops Island el 4 de noviembre de 1996, mediante un cohete Pegasus, el cual era lanzado desde un Lockheed L-1011 TriStar tras alcanzar una altura de 12 kilómetros. Tras alcanzar la órbita esperada, la tercera etapa de Pegasus debía realizar la separación del satélite SAC-B. Ochenta y dos minutos después del momento previsto para la separación del SAC-B, el satélite empezó a transmitir telemetría, donde informó al Centro de Control en Wallops que no se había producido la separación entre el lanzador y el cohete. Tras la confirmación de la falla, se le ordenó al satélite desplegar sus paneles solares, pero al quedar preso al cohete, no pudieron ser orientados en dirección al Sol. Por este motivo las baterías no fueron recargadas y así el satélite y sus instrumentos murieron junto con la energía de la batería. Mientras hubo electricidad suficiente para funcionar se constató que todos los sistemas, funcionaban nominalmente, lo que puede ser considerado un éxito total para la CONAE e INVAP, quienes pudieron demostrar sus capacidades para llevar a cabo el proyecto.
La empresa constructora del Pegasus, Orbital Sciences Corporation, identificó el origen de la falla en el sistema eléctrico de la tercera etapa, que debía proporcionar la energía necesaria para la orientación final y el disparo de los pirotécnicos de separación.
Desde la pérdida de contacto con el satélite (12 horas después del lanzamiento), y hasta el lanzamiento del SAC-A (diciembre de 1998),   la CONAE realizó campañas destinadas al restablecimiento de contacto con el satélite utilizando distintas estaciones terrenas, incluyendo en San Miguel (Buenos Aires), la Estación Terrena Córdoba y la estación terrena del Centro Espacial Luigi Broglio.
El satélite reentró en la atmósfera terrestre el 7 de abril de 2002.

## Instrumentos
- HXRS: Siglas en inglés de Hard X-Ray Spectrometer (Espectrómetro de Rayos X Duros) fue provisto por la CONAE y desarrollado por el Instituto de Astronomía y Física del Espacio, destinado al estudio de las erupciones de rayos gamma y de las emisiones de rayos X emitidos en las fulguraciones solares. El HXRS observa el espectro de rayos X duros entre 20 y 320 keV de eventos rápidamente variables, en escalas temporales de decenas de milisegundos, con capacidad de proveer información de la evolución temporal de las emisiones de rayos X tanto en fulguraciones solares como en erupciones no-solares de radiación gamma.[19]
- GXRE: Siglas en inglés de Goddard X – Ray Experiment (Experimento de Rayos X de Goddard), provisto por el Centro de vuelo espacial Goddard para la detección de los rayos gamma provenientes del Sol y de otras fuentes. Formado por dos conjuntos de detectores:
  - El Espectrómetro de Rayos X Blandos (Soft X-ray Spectrometer - SoXS), actuando en forma coordinada con el HXRS para observación solar.
  - El Espectrómetro de Eruptores de Radiación Gamma (Gamma Ray Bursts Spectrometer - GRaBS).[19]
- CUBIC: Siglas en inglés de Cosmic Unresolved X-Ray Background Instrument (Detector de Radiación X del Fondo Difuso), provisto por la NASA y desarrollado por la Universidad Estatal de Pensilvania, para el estudio de los rayos X, con alta sensibilidad espectral entre 0,1 y 10 keV, provenientes de ciertas regiones del cielo.[19]
- ISENA: Siglas en inglés de Imaging Particle Spectromenter for Energetic Neutral Atoms (Espectrómetro de Imágenes de Átomos Neutros de Alta Energía), fue provisto por el Instituto Italiano de Física del espacio Interplanetario, para el estudio de átomos neutros de alta energía que se encuentran a la altura de la órbita del satélite.[19]

## Galería

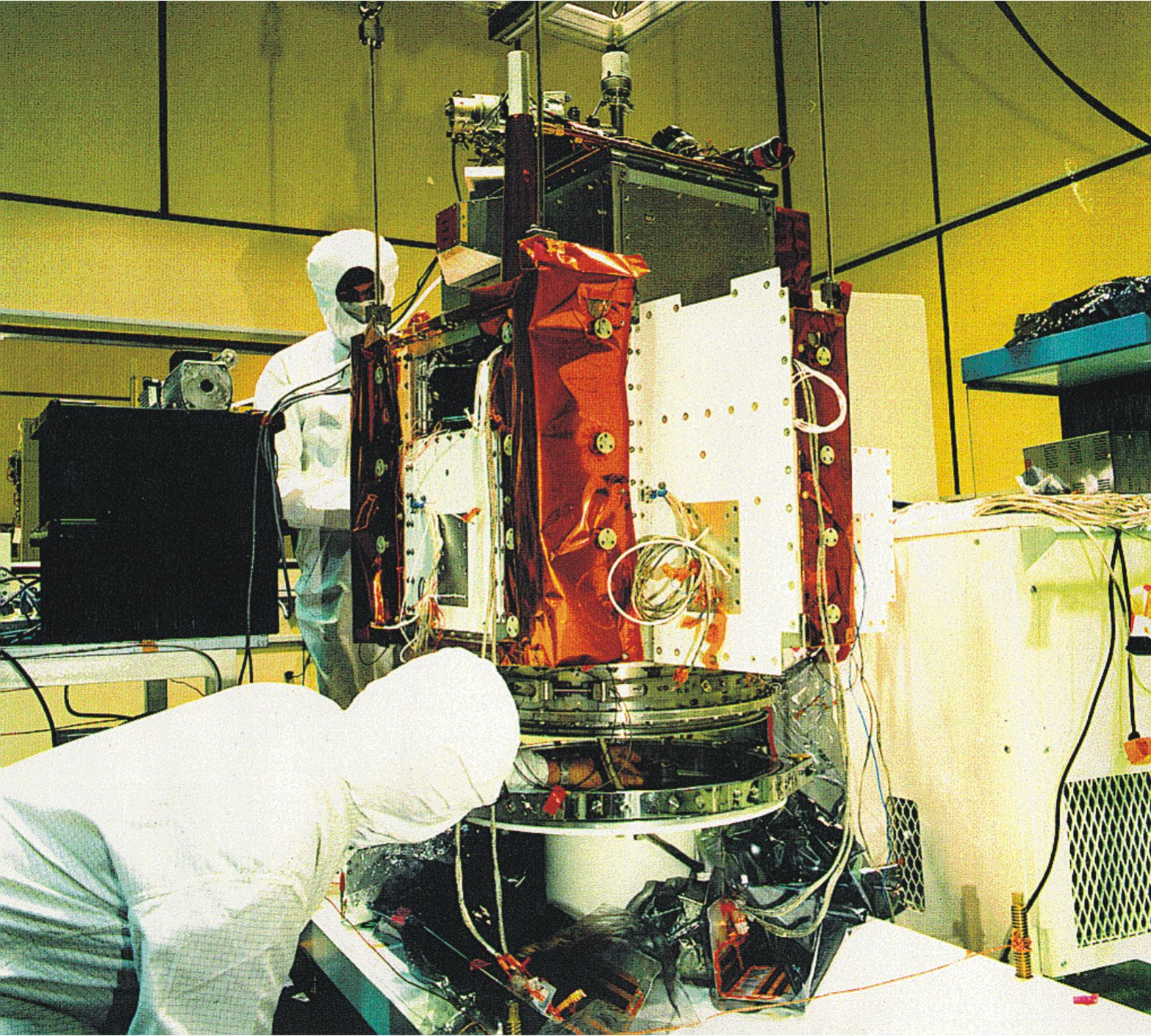
Integración del satélite SAC-B en las instalaciones de INVAP en Bariloche, 1996
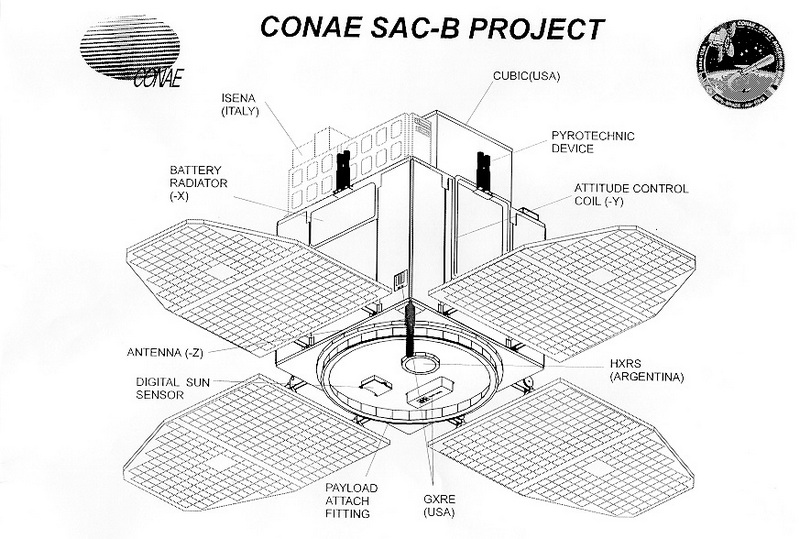
Dibujo del satélite donde se aprecian sus distintos instrumentos
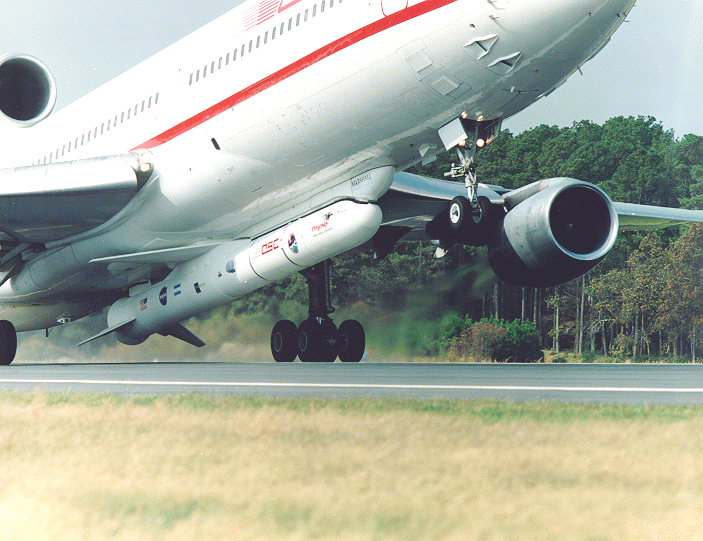
Despegue del Lockheed L-1011 TriStar con Pegasus llevando a SAC-B y HETE
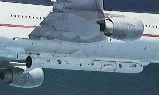
Momentos previos a la liberación del lanzador
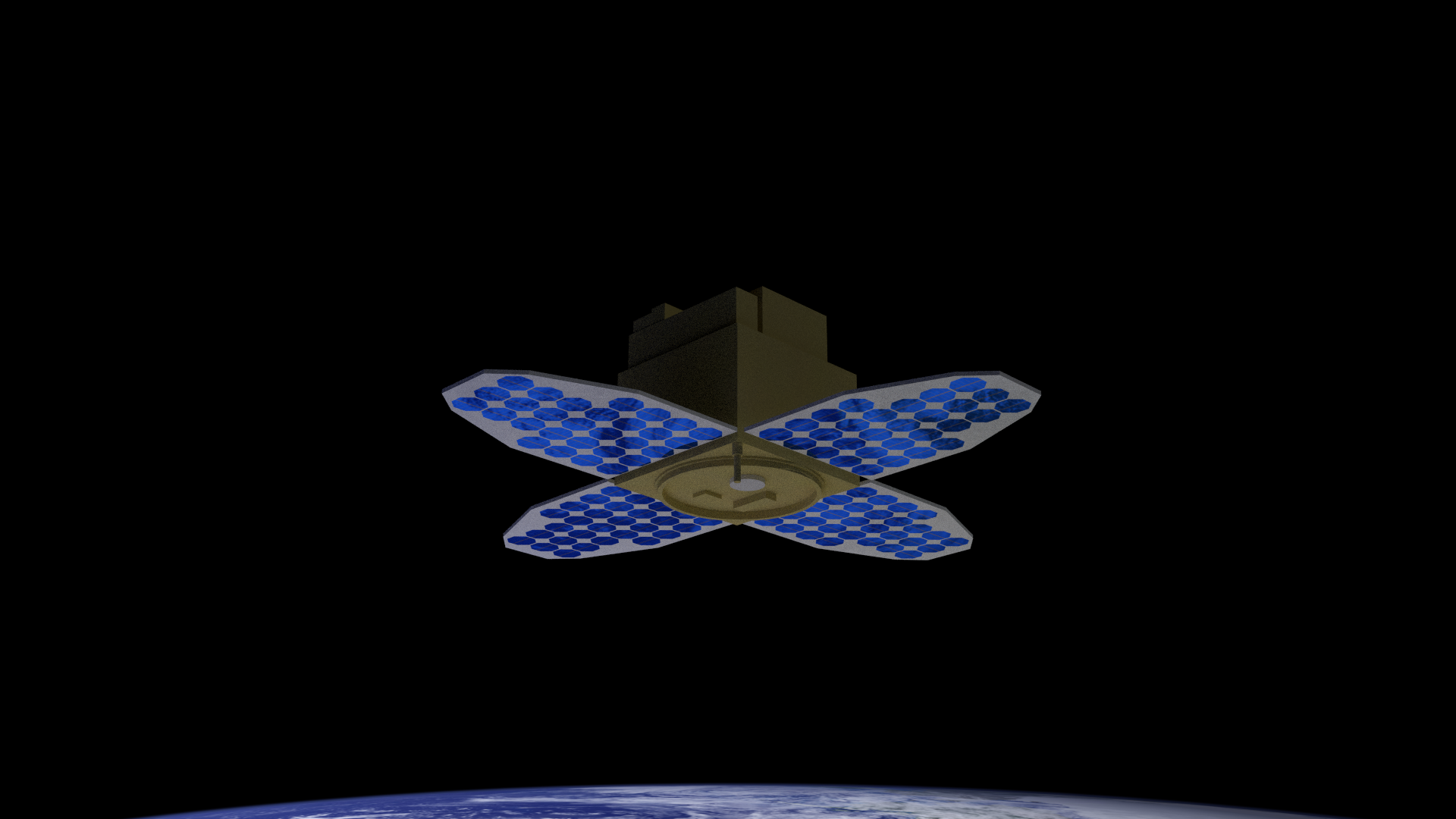
Representación artística del SAC-B en órbita